# Malito
Malito község (comune) Olaszország Calabria régiójában, Cosenza megyében.

## Fekvése
A megye déli részén fekszik. Határai: Altilia, Belsito, Dipignano, Domanico, Grimaldi és Paterno Calabro.

## Története
A település alapításáról nem léteznek pontos adatok. Valószínűleg a 9. században alapították a szaracén portyázások elől menekülő cosenzai lakosok.

## Népessége
A népesség számának alakulása:

## Főbb látnivalói
- Sant’Elia-templom
- San Martino-templom
- Madonna della Concezione-templom